# آرسيدوسو
أرسيدوسو، هي بلدية (بلدية) في مقاطعة غروسيتو في منطقة توسكانا الإيطالية، وتقع على بعد حوالي 100كيلومتر (62 ميل) جنوب فلورنسا وحوالي 35 كيلومتر (22 ميلا) شمال شرق غروسيتو وبالقرب من مدينة مونتالسينو.

## التاريخ
أول توثيق مؤكد لوجود مستوطنة ارسيدوسو يعود إلى عام 860، عندما قيل إنها تنتمي إلى دير سان سالفاتور.في عام 1331، حاصرها غيدوريتشيو دا فوغليانو لمدة أربعة أشهر بجيش قوامه 4000 جندي و400 فارس، حتى استسلمت. بعد سقوط جمهورية سيينا عام 1556، مرت تحت حكم دوقية توسكانا الكبرى.أنشأ كوزيمو الأول دي ميديسي العديد من المكاتب الخارجية هنا.
بعد إصلاح ليبولدينا عام 1786، كانت هناك زيادة ملحوظة في عدد السكان وتضاعف عدد مواطني أركيدسو أربع مرات في حوالي 100 عام.وهكذا أصبح ارسيدوسو تاريخياً أهم مركز سياسي وإداري في منطقة مونتي أمياتا.

## المعالم السياحية الرئيسية

### بقلعة الدوبرانديشي
يعود تاريخ بناء النواة الأولى للقلعة، التي ستنشأ حولها المدينة، إالى حوالي عام 1000.من القرن الثاني عشر إلى القرن الرابع عشر، كانت معقل الدوبرانديشي وحصناً ضد غزو إقليم أمياتامن قبل سيينا.الجانب الشمالي من المجتمع يتميز ببرج مرتفع عن سطح أعلى مبنى ف الكمبوند.يتوج الجزء العلوي من البرج بسلسلة من الأقواس العمياء الموضوعة على رفوف.القلعة، التي تم ترميمها مؤخراً، تستخدم اليوم كمساحة للأنشطة الثقافية.من أعلى البرج توجد بانوراما رائعة لجبل أمياتا.

### المركز التاريخي
يعد المركز التاريخي لمدينة ارسيدوسوأحد أكثرلفتاً للنظر في أمياتا، تتطور في شكل هرم طويل على طول الهضبة التي تهيمن عليها القلعة.لم يتبق سة ى ثلاثة أبواب من جدران العصور الوسطى القديمة، إثنتان منها أصليتان بورتا دي كاستيلو وبورتا تالاسيس التي تواجه البحر.من هنا، نزولاً نحو كوداتشيو، هو بورتا ديل أورولوجيو بني عام 1851ليحل محل بورتا ري ميزو.

### المباني الأخرى
يوجد في ارسيدوسوالعديد من الكنائس التي تعود إلى العصور الوسطى، وأبرزها كنيسة مادونا ديل إنكوروناتا، حيث يسافر الحجاج للصلاة من أجل نهاية الطاعون القديم؛ كنيسة سان نيكولو، شفيع أرسيدوسو، وكنيسة سان ليناردو.تحتوي هذه الكنائس على اللوحات الجدارية واللوحات والرموز من العصور الوسطى.تقول الأسطورة المحلية أن مريلين، الساحر المرتبط بدورة آرثر، عاش في كهف في سان لورينزو، وهي قرية بين ارسيدوسو وكاستل ديل بيانو المجاورة.

## فرازيوني
تتكون البلدية من مقر بلدية ارسيدوسو وقرى (فرازيوني)من باجنولي، مونتيلاتيرون، لو ماتشي، سلايولا، سان لورينزو، ستريبوجليانو، وزانكونا.

## حكومة

### قائمة العمد
| عمدة              | بدتصل الدراسي | نهاية المدة           | حفل                      |
| ----------------- | ------------- | --------------------- | ------------------------ |
| واندا بوسكو       | 1965          | 1970                  |                          |
| لويجي فرانشيسكيلي | 1970          | 1975                  |                          |
| مارسيلو بيانشيني  | 1975          | 1985                  |                          |
| بييرلويجي ماريني  | 1985          | 1990                  | الحزب الاشتراكي الإيطالي |
| أوغوستو كونتري    | 1990          | 1995                  | الحزب الاشتراكي الإيطالي |
| أتيليو مارينو     | 1995          | 2004                  | سيفيك                    |
| إميليو لاندي      | 2004          | 2014                  | مستقل (يسار الوسط)       |
| جاكوبو ماريني     | 2014          | مايجب في الوضع الراهن | مستقل (يسار الوسط)       |

## روابط خارجية
- الموقع الرسمي
- جنوب توسكانا - رسم خريطة لها! معلومات السفر المفيدة والأحداث المحدثة في أركيدسووجنوب توسكانا